# Victorine Eudes

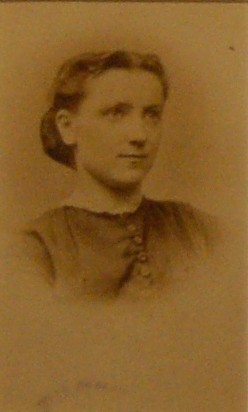
Victorine Eudes

Victorine Eudes, geboren als Victorine Louise Louvet, (* 18. Oktober 1848 in Roye; † 2. Juni 1881 in Paris) war eine Kommunardin während der Pariser Kommune.

## Leben
Victorine Louvet wurde als Tochter eines Tagelöhners geboren. Sie war Schülerin und Lehrassistentin von Louise Michel. Louvet legte ihre Prüfungen als Laborantin erfolgreich ab und arbeitete in einer Apotheke am Boulevard de Magenta. Sie lernte den Blanquisten Émile Eudes kennen, als er im Faubourg Saint-Antoine Pharmazie studierte. Sie heirateten trotz der mütterlichen Zurückhaltung. Ihre erste Tochter, Jeanne-Lucie, wurde 1868 geboren.
Ihr Mann nahm zusammen mit Auguste Blanqui am 14. August 1870 an einem Angriff auf ein Waffenlager in einer Feuerwehrkaserne im Stadtteil La Villette teil. Er wurde im Gefängnis Sainte-Pélagie gefangen gehalten. Auf der Reise zu ihrem Mann traf sie erneut auf Louise Michel, die mit demselben Ziel dorthin unterwegs war. In der Folgezeit wurden sie Freundinnen. Während des Prozesses gegen ihren Mann weigerte sich Eudes, Blanqui, den Drahtzieher des Angriffs, zu denunzieren.
Eudes kümmerte sich während der Pariser Kommune um organisatorische Fragen. Außerdem nahm sie zusammen mit Louise Michel und Malvina Poulain an der Verteidigung von Paris auf den Barrikaden von Fort d’Issy teil.
Louis Barron behauptet in seinen Erinnerungen, dass sie auch die Geliebte des Grafen de Beaufort, eines kommunardischen Stabsoffiziers, war, obwohl dies eine Verleumdung gewesen zu sein scheint, um ihrem Ruf zu schaden.
Ihr Mann entkam nur knapp den Repressionen in Versailles und konnte in die Schweiz fliehen. Sie schloss sich ihm und dem Rest der Familie an, verkleidet als Bäuerin, deren blondes Haar braun gefärbt war. Die Familie flüchtete dann im September 1871 nach London, wo sie als Näherin arbeitet, um ihre Familie zu unterstützen. Émile Eudes wurde am 2. August 1872 in Abwesenheit zum Tode verurteilt, sodass die Familie nicht nach Frankreich zurückkehren konnte. Ihre zweite Tochter Blanche wurde am 16. November 1872 in Camden Town geboren. Um ein besseres Leben zu führen, zog ihr Mann nach Edinburgh und wurde Französischlehrer an der Royal Naval School in Yarmouth, einer Einrichtung für die Elite der aristokratischen Jugend Großbritanniens. Émile und Hélène wurden dort 1875 bzw. 1876 geboren.
Nach der Amnestie vom 3. März 1879 kehrte die Familie nach Paris zurück. Henri Rochefort war nach dem Tod ihres Mannes im Jahr 1888 der Vormund ihrer vier Kinder. Jeanne-Lucie heiratete den Blanquisten Adrien Farjat.